# Groupe de NGC 5364
Le groupe de NGC 5634 comprend au moins sept galaxies situées dans la constellation de la Vierge. La distance moyenne entre ce groupe et la Voie lactée est d'environ 21,7 Mpc (∼70,8 millions d'al). 

## Membres
Le tableau ci-dessous liste les sept galaxies du groupe indiquées dans l'article de A.M. Garcia paru en 1993.
Sur le site « Un Atlas de l'Univers », Richard Powell mentionne aussi le groupe de NGC 5364, mais la galaxie NGC 5338 n'y figure pas.
Abraham Mahtessian mentionne aussi ce groupe, mais les galaxies NGC 5300 et NGC 5360 n'y figurent pas.
Le groupe de NGC 5364 fait partie de l'amas de la Vierge III, un des amas du superamas de la Vierge.
| Nom      | Class.       | Type                  | α (J2000.0)   | δ (J2000.0) | Vitesse radiale (km/s) | m    | Distance (Mpc) | Diamètre (kal) |
| -------- | ------------ | --------------------- | ------------- | ----------- | ---------------------- | ---- | -------------- | -------------- |
| NGC 5300 | SAB(r)c      | Spirale intermédiaire | 13h 48m 16.0s | 03° 57′ 03″ | 1171 ± 1               | 11,4 | 21,4 ± 1,5     | 73             |
| NGC 5338 | SB0?         | Lenticulaire          | 13h 53m 26.5s | 05° 12′ 28″ | 805 ± 1                | 12,8 | 15,9 ± 1,2     | 31             |
| NGC 5348 | SBbc?        | Spirale barrée        | 13h 54m 11.2s | 05° 13′ 39″ | 1451 ± 5               | 13,1 | 25,5 ± 1,8     | 61             |
| NGC 5356 | SBbc?        | Spirale barrée        | 13h 54m 58.4s | 05° 20′ 01″ | 1371 ± 4               | 12,6 | 24,3 ± 1,7     | 87             |
| NGC 5360 | SBd? pec     | Spirale barrée        | 13h 55m 38.7s | 04° 59′ 06″ | 1175 ± 1               | 13,3 | 21,4 ± 1,5     | 46             |
| NGC 5363 | S0/a?        | Lenticulaire          | 13h 56m 07.2s | 05° 15′ 17″ | 1139 ± 5               | 10,1 | 20,8 ± 1,5     | 102            |
| NGC 5364 | SA(rs)bc pec | Spirale               | 13h 56m 12.0s | 05° 00′ 52″ | 1268 ± 2               | 10,5 | 22,7 ± 1,6     | 111            |

Le site DeepskyLog permet de trouver aisément les constellations des galaxies mentionnées dans ce tableau ou si elles ne s'y trouvent pas, l'outil du site constellation permet de le faire à l'aide des coordonnées de la galaxie. Sauf indication contraire, les données proviennent du site valeurs de la distance de Hubble.